# Admiralsbrücke
Eine Admiralsbrücke ist ein Terminus Technicus und bezeichnet einen Kommandobereich, von dem aus ein Admiral mit seinem Stab eine Flotte überwachen, koordinieren und befehligen kann.
Die Admiralsbrücke ist ein eigenständiger Bereich und befindet sich etwa bei der Enterprise unter der eigentlichen Kommandobrücke, von der der Flugzeugträger selbst navigiert wird. Bei der John F. Kennedy dagegen liegt sie darüber. Das deutsche Schlachtschiff Gneisenau hatte eine geschlossene Admiralsbrücke.